# William Inglott
William Inglott est un compositeur et organiste appartenant à l'école des Virginalistes anglais, né en 1554 et mort en 1621.

## Biographie
Il y a peut-être eu deux William Inglott vivant à la même époque, avance John Caldwell : l’un fut maître des choristes à la cathédrale de Norwich à partir de 1579, où il fut aussi organiste à partir de 1608 ; l’autre fut organiste à la cathédrale d’Hereford à partir de 1597.

## Œuvres
L’œuvre de William Inglott qui nous est parvenue se limite à deux pièces pour clavier contenues dans le Fitzwilliam Virginal Book ; une autre pièce, sans titre, signée « Englitt », se trouve dans le Will Forster’s Virginal Book, et pourrait être attribuée à Inglott.